# Johnny Moore’s Three Blazers
Johnny Moore’s Three Blazers – amerykański zespół rhythm and bluesowy, działający w latach 40. i 50. ub. wieku.
Grupę tworzyli:
- Johnny Moore – gitarzysta,
- Charles Brown – pianista i wokalista,
- Eddie Williams – kontrabasista.

Twórcą i liderem zespołu był John Dudley Moore (ur. 20 października 1906 w Austin w Teksasie, zm. 6 stycznia 1969 w Los Angeles), amerykański gitarzysta rhythm and bluesowy (nie powiązany z piosenkarzem zespołu The Drifters o takim samym nazwisku). John był starszym bratem gitarzysty jazzowego Oscara Moore’a. Ich ojciec prowadził zespół smyczkowy (w którym Johnny grał też na gitarze). Lata młodzieńcze spędzili w Teksasie, a potem w Phoenix w Arizonie, gdzie już obaj grali na gitarach. Tam też założyli własny zespół grający rhythm and bluesa. W połowie lat 30. przeprowadzili się do Los Angeles, gdzie muzyczne drogi obu braci rozeszły się. Zafascynowany grą Charliego Christiana Oscar zainteresował się jazzem i, po pewnym czasie, wszedł w skład Nat King Cole Trio.
Johnny pozostał przy rhythm&bluesie. Grał najpierw w kilku różnych grupach (m.in. w The Blazes, z którego został usunięty w 1942), potem założył własny zespół, który nazwał The Three Blazers. Jak wynika z dalszych losów formacji, Moore starał się być człowiekiem i muzykiem niezależnym, a jednocześnie bezdyskusyjnym liderem, którego przywództwo nie podlegało dyskusji. W skład The Blazers weszli jeszcze dwaj inni muzycy również pochodzący z Teksasu: grający na kontrabasie Eddie Williams i – od września 1944 – śpiewający pianista Charles Brown (pierwszym pianistą w zespole był Garland Finney, ale zrezygnował po kilku miesiącach grania).
Kiedy Nat King Cole zdecydował się na zmianę dotychczasowej wytwórni płyt (Atlas Records nie należała do największych firm), Oscar Moore zaproponował jej właścicielowi, by na miejsce Cole’a zaangażować The Three Blazers. Robert Scherman postawił jednak warunki (nie do końca zaakceptowane przez Johnny’ego Moore’a). Nazwisko Oscara Moore’a było już znane (wiele lat grania w Nat King Cole Trio) i zwiększało szanse na sukces, więc gwiazdą zespołu miał być właśnie on, a płyty wydawane jako Oscar Moore and The Three Blazers. Pierwszy singel nagrany przez zespół w 1945 to instrumentalny utwór Moore’a oraz śpiewana przez Frankiego Laine’a (dla którego to też był debiut płytowy) – Melancholy Madeleine. W 1945 grupa miała współudział w wylansowaniu pierwszego większego przeboju Blues in Sunrise, który z kolei był pierwszą płytą nowej wytwórni Ivory Records. The Blazers towarzyszyli wokaliście, kompozytorowi tego utworu i właścicielowi wytwórni w jednym. Był nim Ivory Joe Hunter.
Johnny Moore nie docenił możliwości swojej grupy. W połowie września 1945 za jednorazowe wynagrodzenie w wysokości 800 dolarów The Blazers nagrali utwór, który okazał się ich największym sukcesem. Driftin’ Blues śpiewany przez Charlesa Browna (i według Browna przez niego właśnie skomponowany, choć na płycie wypisano nazwiska wszystkich trzech Blazersów) został wydany w grudniu 1945 przez Philo Records. 1946 dotarł na drugie miejsce rhythm and bluesowej listy Billboardu. Johnny Moore nie wyrażał zgody na podpisane przez zespół trwałej umowy z jedną wytwórnią płytową, która miałaby wyłączność na ich nagrania. W wyniku tego ich płyty ukazywały się w kilku różnych firmach (np. w Philo Records, Exclusive i Modern). Ich możliwości i zasięg nie były największe, a okres działalności bywał czasem bardzo krótki. Innym problemem stał się też brak zgody na większe eksponowanie roli Charlesa Browna, który mimo występowania jako pianista, wokalista, kompozytor utworów dla zespołu, pozostawał w cieniu lidera. Następne znane nagrania zespołu dochodziły na listach Billboardu do pierwszej piątki: Sunny Road (nr 4 w 1946), New Orleans Blues (ponownie nr 4 w 1947), So Long (nr 4), Changeable Woman Blues (nr 5), Groovy Movie Blues (nr 10), More Than You Know (ponownie nr 4), Merry Christmas Baby (nr 3 w 1947, 8 w 1949 i 9 w 1949).
W 1948 Charles Brown wobec niezmiennej postawy Johnny’ego Moore’a podjął decyzję o opuszczeniu zespołu i rozpoczęciu kariery solowej. Jedno z pierwszych jego solowych nagrań nosiło znamienny tytuł Get Yourself Another Fool.
Johnny Moore nadal kierował zespołem, który występował z różnymi wokalistami, przeważnie stylistycznie zbliżonymi do Charlesa Browna. Byli to: Lee Barnes, Billy Valentine (nagrania dla RCA Victor), Mari (choć pisane też jako Mauri) Jones (Aladdin, Modern, Blaze itd.), Nelson Alexander, Floyd Dixon (nagrania dla Aladdin i Combo), a do połowy lat 50. Frankie Ervin (Modern, Blaze). Po rozwiązaniu Nat King Cole Trio, Oscar Moore częściej występował w zespole brata (jako muzyk gościnny). W tym okresie udało im się wylansować nagrania: Where Can I Find My Baby (które osiągnęło na listach pozycję nr 8 w 1949), Walkin’ Blues (nr 7 w 1949), I’ll Miss You (nr 15 w 1949), Dragnet Blues (nr 8 w 1953) i Johnny Ace’s Last Letter (które w 1955 dotarło do pozycji 15).
Po nastaniu ery rock’and’rolla liczba płyt wydawanych przez grupy podobne Blazersom uległa poważnemu ograniczeniu. W latach 1953–1954 Johnny Moore i Eddie Williams uczestniczyli nawet we wspólnych sesjach nagraniowych z Charlesem Brownem.
Zespół Johnny’ego Moore’a istniał, i nagrywał dla różnych małych wytwórni, do początków lat 60 ub. w.